# Canh bạc
Canh bạc là bộ phim điện ảnh Việt Nam phát hành năm 1991, là tác phẩm đầu tay của đạo diễn Lưu Trọng Ninh, kịch bản do Nguyễn Thị Hồng Ngát lấy cảm hứng từ chuyện ngắn "Canh bạc gá vợ" của nhà văn Nguyễn Thành Phong  in trên báo Tiền Phong chủ nhật.

## Nội dung
Mai là một sinh viên nghèo lên vùng núi tìm việc làm trong dịp hè để trang trải việc học. Tại đây, Mai chạy bàn cho tiệm ăn nhỏ của chị Tâm (chị họ Mai) và ông Mộc. Cô gặp được Chiến, một tài xế xe tải, được biết anh ta đang đi buôn nên cô gái muốn đi cùng dù chị Tâm ngăn cản.
Hai người bắt đầu buôn bán, vận chuyển thuốc phiện nhưng Chiến không để Mai biết, sau vài chuyến trót lọt thì họ cũng phải bỏ dở vì đường dây bị lộ. Mai trở về trường tiếp tục học thì Chiến tìm đến theo đuổi cô đến cùng. Sau khi về ra mắt mẹ Mai, hai người bộc lộ tình cảm của mình, sống với nhau như vợ chồng sắp cưới và tiếp tục đi buôn. Không được bao lâu, Chiến đưa Mai đến một xới bạc. Anh ta thua sạch vốn và phải để Mai lại để gá nợ, khi quá thời hạn trả nợ, Mai bị đám đàn ông trong xới bạc cưỡng hiếp. Chị Tâm, ông Mộc và Chiến cùng đến chuộc thì đã muộn; ông Mộc sau chém chết tên Trọc đã bỏ trốn vì không muốn chị Tâm phải chờ mình ngồi tù thêm. Bộ phim kết thúc mở khi Mai vô hồn bước đi khỏi hiện trường còn Chiến đi sau cô.

## Kỹ thuật
- Phó đạo diễn: Phạm Nhuệ Giang
- Phó quay phim: Vũ Đức Tùng
- Trợ lý đạo diễn: Tùng Linh
- Biên tập: Hải Ninh
- Mỹ thuật: Đào Hùng
- Âm thanh: Huy Căn
- Tiếng động: Minh Tâm

### Ca khúc được sử dụng
- "Bài không yến số 7" – sáng tác Vũ Thành An, ca sĩ: Tuấn Vũ
- "Vết thù hằn trên lưng ngựa" – nhạc Phạm Duy - lời Ngọc Chánh, ca sĩ: Kiều Nga, Ngọc Hương, Ngọc Lan
- "Casablanca" – sáng tác Bertie Higgins, John Healy & Sonny Limbo.
- "Du kích sông Thao" – sáng tác Đỗ Nhuận, nhân vật Chiến thể hiện

## Phân vai
- Đơn Dương vai Chiến
- Thu Hà vai Mai
- Kim Xuyến vai Tâm
- Hoàng Quang Thiện vai Lão Mộc / Bộc
- Đào Mộng Long vai ông lão người Thái
- Hán Văn Tình vai Trọc
- Thu Quế vai vợ ông lão người Thái
- Ngọc Thoa vai Mẹ của Mai (không có danh đề)
- Thảo Vân, Tú Oanh, Chiều Xuân trong các vai nữ sinh (không có danh đề)
- Thanh Bình, Minh Tuyến, Hồng Dương, Văn Tâm, Thu An

## Đón nhận
Dù được dựa theo truyện ngắn của Nguyễn Thành Phong nhưng danh đề của bộ phim không hề nhắc đến tác phẩm gốc hay tác giả văn học, dù biết chuyện này nhưng nhà văn không có động thái giành quyền lợi. Khi điều này được phát giác đã gây những ồn ào nhất định khiến đạo diễn Lưu Trọng Ninh và biên kịch Nguyễn Thị Hồng Ngát phải lên tiếng xin lỗi, vào thời điểm này, vấn đề bản quyền chưa được đề cao nên ngoài những lời xin lỗi, nhà văn Nguyễn Thành Phong cũng không nhận được đền bù về vật chất.

## Giải thưởng
Năm 2012, biên kịch Nguyễn Thị Hồng Ngát được trao Giải thưởng Nhà nước về văn học nghệ thuật cho 3 kịch bản Cha tôi và hai người đàn bà, Canh bạc và Trăng trên đất khách. Kịch bản của Canh bạc cũng được xuất bản năm cùng với tên của tác giả văn bản gốc Nguyễn Thành Phong.
| Năm  | Giải thưởng                        | Hạng mục Phim truyện nhựa | Đề cử                | Kết quả      | Chú thích   |
| ---- | ---------------------------------- | ------------------------- | -------------------- | ------------ | ----------- |
| 1993 | Liên hoan phim Việt Nam lần thứ 10 | Phim truyện nhựa          | (bộ phim)            | Bông sen Bạc | [ 7 ] [ 8 ] |
| 1993 | Liên hoan phim Việt Nam lần thứ 10 | Đạo diễn xuất sắc         | Lưu Trọng Ninh       | Đoạt giải    | [ 9 ]       |
| 1993 | Liên hoan phim Việt Nam lần thứ 10 | Nữ diễn viên xuất sắc     | Thu Hà               | Đoạt giải    | [ 10 ]      |
| 1993 | Liên hoan phim Việt Nam lần thứ 10 | Âm nhạc xuất sắc          | Trọng Đài            | Đoạt giải    | [ 10 ]      |
| 1993 | Liên hoan phim Việt Nam lần thứ 10 | Biên kịch xuất sắc        | Nguyễn Thị Hồng Ngát | Đoạt giải    | [ 10 ]      |